# Estación de Las Retamas
Las Retamas es un apeadero ferroviario perteneciente a la línea C-5 de Cercanías Madrid ubicada junto al barrio de Parque Oeste de Alcorcón, construida sobre un terraplén en el centro de la avenida de Móstoles en la intersección con la avenida de Las Retamas. Se abrió al público en 2003, con la línea ya en funcionamiento. Su tarifa corresponde a la zona B1 según el Consorcio Regional de Transportes.

## Situación ferroviaria
La estación forma parte del trazado de la línea férrea de ancho ibérico Móstoles-Parla, punto kilométrico 16,4.

## Historia
Esta estación tuvo sus orígenes en  la línea de vía estrecha Madrid-Almorox. Tras desmantelar dicha línea y convertir parte de ella en una nueva línea de ancho ibérico, obra que comenzó en 1973 y concluyó tres años después, la línea pasó a formar parte de la nueva línea Aluche-Móstoles. No obstante, no se realizó estación alguna al abrir la línea.
El 29 de octubre de 1976 se abrió al público de la línea ferroviaria entre Aluche y Móstoles, denominada C-6, la cual tenía cinco estaciones intermedias: Fanjul, Las Águilas, Cuatro Vientos, San José de Valderas y Alcorcón. Años más tarde se produjo la fusión y absorción por parte de la C-5.

## Líneas y conexiones

### Cercanías
| procedencia/destino                                                                         | < estación | línea | estación > | destino/procedencia |
| ------------------------------------------------------------------------------------------- | ---------- | ----- | ---------- | ------------------- |
| Humanes FuenlabradaH                                                                        | Alcorcón   |       | Móstoles   | Móstoles-El Soto    |
| H La mitad de los trenes llegan hasta Fuenlabrada e inician su recorrido en dicha estación. |            |       |            |                     |

### Autobuses
| Diurnos   |                                |                                |               |
| Línea     | Destino                        | Parada                         | Operador      |
| 516       | Madrid (Príncipe Pío)          | 13169 Berna-Est. Las Retamas   | Arriva Madrid |
| 516       | Alcorcón                       | 13170 Berna-Est. Las Retamas   | Arriva Madrid |
| Nocturnos |                                |                                |               |
| Línea     | Destino                        | Parada                         | Operador      |
| N501      | Alcorcón - Móstoles            | 08978 Av. Móstoles-Las Retamas | Arriva Madrid |
| N501      | Madrid (Príncipe Pío)          | 08979 Av. Móstoles-Las Retamas | Arriva Madrid |
| N502      | Alcorcón Madrid (Príncipe Pío) | 13169 Berna-Est. Las Retamas   | Arriva Madrid |